# Mercedes Borqué
Mercedes Borque (24 de septiembre de 1923-Madrid, 21 de enero de 1999) fue una actriz española.

## Trayectoria
Actriz de dilatada trayectoria teatral, interviniendo en obras como Y en el centro, el amor (1968), de José María Pemán, El alma se serena (1969), o Juegos de sociedad (1970), ambas de Juan José Alonso Millán
En cine participó, siempre como secundaria, en una veintena de títulos, entre los que cabe destacar los protagonizados por Marisol Un rayo de luz (1960), Ha llegado un ángel (1961), Tómbola (1962) y Las 4 bodas de Marisol (1967).
Desde la década de 1960 fue una presencia habitual en diferentes series y espacios dramáticos de Televisión Española.
Estuvo casada con el actor Enrique Rambal.

## Televisión
- Tristeza de amor
  - El eclipse de Carlota (1986)
- Segunda enseñanza
  - Los campeones (1986)
- La huella del crimen 
  - El crimen de la calle Fuencarral (1985)
- Anillos de oro 
  - A pescar y a ver al duque (1983)
- Verano azul 
  - La última función (1981)
  - Pancho Panza (1981)
  - A lo mejor (1981)
- Estudio 1 
  - Las viejas difíciles (1981)
  - Mesas separadas (1979)
  - La tercera palabra (1978)
  - Juegos de sociedad (1978)
  - La vida que te di (1977)
  - Curva peligrosa (1975)
  - La gaviota (1972)
  - Tengo un millón (1971)
  - La heredera (1968)
- Cervantes (1981)
- Fortunata y Jacinta (1980)
- Escrito en América 
  - Cartas de mamá (1979)
- Novela
  - La duquesa de Langeais (1978)
  - Grandes esperanzas (1978)
  - El misterio de María Roget (1978)
  - Abel Sánchez (1977)
  - Papá Goriot  (1976)
  - Aire frío (1974)
  - Entre visillos (1974)
  - El espía (1972)
  - El hombre del cuadro (1964)
  - Los cinco invitados (1964)
  - Anastasia (1964)
- El quinto jinete 
  - Israel (1976)
  - El misterio de Madame Crowl (1976)
- Este señor de negro
  - Limpieza de sangre (1975)
  - El baile (1975)
- Escritores de hoy
  - La asegurada (1975)
- El pícaro 
  - De cómo todos los caminos no van a Roma pero sí los allana el dinero (1975)
- El teatro  
  - Cuarto de estar (1974)
- Los pintores del Prado 
  - Tiziano: La soledad (1974)
- Los libros 
  - Fray Gerundio de Campazas (1974)
  - El obispo leproso (1974)
- Plinio 
  - El Carnaval: Parte 1 (1972)
- Teatro de siempre
  - El bastardo Mudarra (1971)
  - Orestes (1969)
  - Amadeo (1968)
  - El gran teatro del mundo (1968)
  - Fuenteovejuna (1967)
  - Electra (1966)
- Escuela de matrimonios 
  - ¿Han de lavar los platos los maridos? (1967)
- Primera fila
  - El caso de la mujer asesinadita (1965)
  - La torre sobre el gallinero (1965)
  - Alberto (1964)
  - Aliento (1964)
  - La bella desconocida (1964)
  - Eva sin manzana (1964)
  - Eloísa está debajo de un almendro (1964)
  - Recuerdo a Mama (1964)
- Tras la puerta cerrada 
  - El plazo expira al amanecer (1965)
- Teatro de humor 
  - Los ladrones somos gente honrada (1965)
- Teatro de familia 
  - El secreto de los astros (1965)
  - La ventana abierta (1964)
- Escuela de maridos 
  - 14 de diciembre de 1963